# 2006
Rok 2006 (MMVI) gregoriánského kalendáře začal v neděli 1. ledna a skončil v neděli 31. prosince.

## Události

### Česko
- 1. leden – Při Univerzitě Tomáše Bati ve Zlíně vznikla čtvrtá samostatná Fakulta aplikované informatiky.
- 6. ledna – Jakub Janda a Fin Janne Ahonen zvítězili v prestižním závodě Turné čtyř můstků.
- 25. ledna – V pražské čtvrti Lhotka byl zastřelen nájemným vrahem podnikatel František Mrázek.
- 28. února – Zanikla česká verze rozhlasového vysílání BBC World Service.
- 2.–3. června – Volby do Poslanecké sněmovny Parlamentu České republiky 2006 > Došlo k unikátní situaci. Volby vyhrála pravicová ODS, přesto dopadly patem. Středopravice (ODS, KDU-ČSL a Zelení) a Levice (ČSSD a KSČM) získaly po 100 mandátech. Nastala složitá politická situace a složité sestavování středopravicové trojkoaliční vlády pod vedením Mirka Topolánka (ODS).
- červen – Zanikla Jemčinská lípa (resp. původní kmen a koruna), nejmohutnější památný strom Třeboňska a Jindřichohradecka.
- 1. července
  - Nabyl účinnosti zákon č. 115/2006 Sb., o registrovaném partnerství.
  - Byl zaveden bodový systém pro řidiče.
- 3. července – Měsíc po volbách do Poslanecké sněmovny není otevřena žádná cesta k nové vládě. ČR spěje k ústavní krizi.
- 3. srpna – Dva měsíce po volbách do PS ČR stále není vyřešena povolební krize. Topolánek nabízí 2 řešení:
  - menšinová vláda ODS
  - předčasné volby
- 16. srpna – Mirek Topolánek byl jmenován předsedou vlády.
- 30. září – Taťána Kuchařová získala jako první Češka titul Miss World.
- 3. října – Poprvé po roce 1989 (Sametové revoluci) nedostala vláda důvěru.
- 6. října – Dokončena Dálnice D5.
- 14. října – premiéra české verze muzikálu Josef a jeho úžasný pestrobarevný plášť v Městském divadle v Brně
- 8. listopadu – Mirek Topolánek jmenován podruhé předsedou vlády

### Svět
- 25. ledna – Ve volbách v Palestině vítězí hnutí Hamas nad dosud vládnoucím Fatahem.
- 23. března – Americká Banka federálních rezerv přestává zveřejňovat index M3, který je nejspolehlivějším indikátorem množství dolarů obíhajících ve světě.
- 22. května – V referendu se hlasující v Černé Hoře vyslovili pro její nezávislost.
- 27. května – Zemětřesení o síle 6,2 stupně Richterovy stupnice postihlo bývalé indonéské hlavní město Yogyakarta a jeho okolí a vyžádalo si více než 440 mrtvých a 2800 zraněných.
- 3. června – Na základě referenda o samostatnosti Černé Hory zaniklo soustátí Srbsko a Černá Hora a vznikají samostatné státy Srbsko a Černá Hora.
- 23. června – V australské zoo uhynula samice želvy sloní Harriet, podle Guinnessovy knihy rekordů nejstarší želva světa. Bylo jí kolem 175 let.
- 12. června – Vypuknutí konfliktu mezi Izraelem a Hizballáhem, odehrávající se převážně na území Libanonu.
- 11. července – ukončení rozšířené podpory operačního systému Windows ME
- 15.–17. července – V ruském Petrohradu proběhl 32. summit skupiny států G8.
- 4. října – Byla zprovozněna webová stránka WikiLeaks, která zveřejňuje řady tajných dokumentů.
- 21. října – V Kiełpinie u Gdaňska spáchala sebevraždu čtrnáctiletá studentka gdaňského gymnázia, která neunesla sexuální obtěžování a ponižování, kterého se na ní den před tím před celou třídou dopustilo pět spolužáků. Její smrt odstartovala jeden z největších skandálů novodobého polského školství.
- 15. listopadu – Arabská televizní stanice Al-Džazíra začala vysílat také v angličtině (Al Jazeera English).
- 26. prosince – V nigerijském městě Lagos zahynulo při explozi ropovodu několik set lidí.

## Vědy a umění
- 18. února – v Divadle Ta Fantastika má světovou premiéru muzikál Michala Pavlíčka Obraz Doriana Graye
- 25. února – Českého lva získal film Štěstí režiséra Bohdana Slámy.
- 17. srpna – Kamil Hornoch obdržel Amateur Achievement Award pro nejlepšího amatérského astronoma roku 2006.
- 24. srpna – Na zasedání Mezinárodní astronomické unie (IAU) v Praze byla přijata definice planety sluneční soustavy.

## Nobelova cena
- Nobelova cena za fyziku – John C. Mather, George F. Smoot
- Nobelova cena za chemii – Roger D. Kornberg
- Nobelova cena za fyziologii a lékařství – Andrew Z. Fire, Craig C. Mello
- Nobelova cena za literaturu – Orhan Pamuk
- Nobelova cena za mír – Muhammad Yunus
- Nobelova pamětní cena za ekonomii – Edmund S. Phelps

## Narození

### Česko
- 31. ledna – Sára Bejlek, profesionální tenistka
- 25. února – Nikola Bartůňková, tenistka
- 30. dubna – Charlotte Ella Gottová, zpěvačka
- 16. července – Matyáš Svoboda, herec

### Svět
- 12. března – Gabriel Nasavský, lucemburský princ
- 26. dubna – Kamila Valijevová, ruská krasobruslařka tatarské národnosti
- 03. června – Leonore Oranžsko-Nasavská, třetí dítě a druhá dcera prince Constantijna a princezny Laurentien Nizozemské
- 18. června – Zaria Oranžsko-Nasavská, druhá dcera už zesnulého nizozemského prince Frise Oranžsko-Nasavského
- 21. července – Endrick Felipe, brazilský fotbalista
- 06. září – Hisahito, člen japonské císařské dynastie, nejmladší dítě a jediný syn prince Fumihita
- 05. října – Jacob Tremblay, kanadský dětský herec
- 30. října – Saniyya Sidney, americká herečka
- 08. listopadu – Gwendolyn Göbel, německá dětská filmová herečka
- 29. listopadu – Ryan Martin Bradshaw, slovensko-australský hudební virtuos a klavírista
- 28. prosince – Ethan Mbappé, francouzský fotbalista, bratr Kyliana Mbappého

## Úmrtí

### Česko

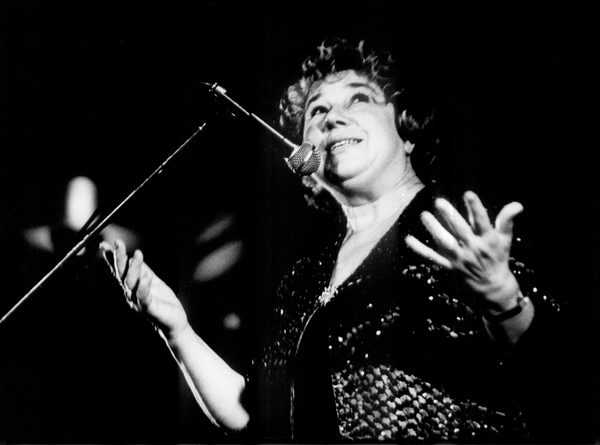
Vlasta Průchová († 16. června)

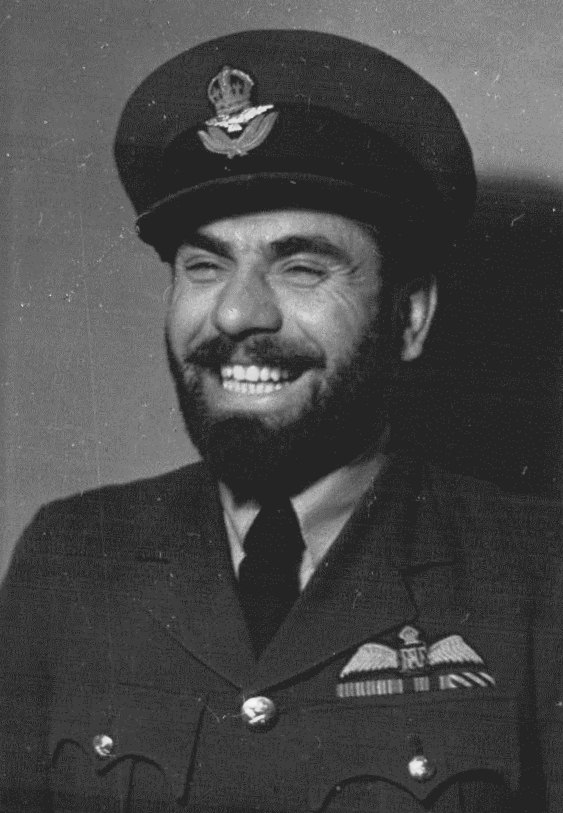
František Fajtl († 4. října)

- 02. ledna – Jaroslav Souček, operní pěvec (barytonista) (* 8. prosince 1935)
- 05. ledna – Barbara Krzemieńska, historička polského původu (* 18. února 1930)
- 07. ledna – Jiří Demel, vlastivědný pracovník a publicista (* 3. listopadu 1923)
- 16. ledna – Jiří Cieslar, vysokoškolský pedagog, filmový a literární kritik (* 7. února 1951)
- 19. ledna – Miroslav Houra, ilustrátor, pedagog, grafik, malíř, typograf (* 3. srpna 1933)
- 21. ledna
  - Václav Kojzar, hrdina protinacistického odboje, oběť komunismu (* 26. února 1916)
  - Jaromíra Kolárová, spisovatelka, scenáristka (* 24. srpna 1919)
  - Josef Illík, fotograf a kameraman (* 10. září 1919)
- 27. ledna
  - Antonín Moskalyk, režisér (* 11. listopadu 1930)
  - Jan Frank Fischer, hudební skladatel a překladatel (* 15. září 1921)
  - Jarmila Krulišová, herečka (* 24. prosince 1922)
- 09. února – Antonín Procházka, soudce Ústavního soudu (* 10. března 1927)
- 13. února
  - Vojtěch Engelhart, převor-administrátor Emauzského kláštera v Praze (* 11. srpna 1927)
  - Anna Siebenscheinová, překladatelka (* 29. března 1918)
- 14. února – Karel Pech, herec, televizní scenárista a režisér (* 18. května 1917)
- 21. února – Světla Mathauserová, literární historička a rusistka (* 7. března 1924)
- 05. března – Jan Kasper, hokejista (* 21. září 1932)
- 11. března – Bohuslav Kučera, čs. ministr spravedlnosti (* 26. března 1923)
- 19. března – Josef Henke, režisér, scenárista, autor rozhlasových her (* 12. ledna 1933)
- 24. března – Jaroslava Moserová, lékařka, spisovatelka a politička (* 17. ledna 1930)
- 02. dubna – Věra Sládková, spisovatelka, autora námětu seriálu Vlak dětství a naděje
- 07. dubna – Eduard Landa, malíř regionu Podorlicka (* 14. března 1926)
- 08. dubna – František Stavinoha, spisovatel a scenárista, kladenský horník (* 10. července 1928)
- 12. dubna – Joe Van Holsbeek, ubodaný sedmnáctiletý Belgičan (* ?)
- 13. dubna – Pavel Koutecký, režisér dokumentárních filmů (* 10. června 1956)
- 17. dubna – Rudolf Slánský mladší, diplomat (* 6. února 1935)
- 22. dubna – Kamil Prudil, akademický malíř a psycholog (* 29. listopadu 1937)
- 28. dubna – Jaroslav Mazáč, básník (* 24. března 1934)
- 05. května – Štěpán Lucký, hudební skladatel a pedagog (* 20. ledna 1919)
- 06. května – František Peřina generál, hrdina druhé světové války (* 8. dubna 1911)
- 07. května – Alfréd Jindra, kanoista, bronzová medaile na OH 1952 (* 31. března 1930)
- 10. května – Vladimír Nekuda, archeolog (* 23. května 1927)
- 12. května – Karel Beneš, biolog (* 14. září 1932)
- 16. května – Erich Einhorn, fotograf a publicista (* 7. dubna 1928)
- 19. května – Miroslav Pelikán, hudební skladatel a pedagog (* 20. února 1922)
- 26. května – Štěpán Koníček, skladatel, dirigent a hudební dramaturg (* 7. března 1928)
- 28. května – Viktor Fischl, a izraelský básník (* 30. června 1912)
- 31. května – Boris Rösner, divadelní a filmový herec (* 25. ledna 1951)
- 16. června – Vlasta Průchová, jazzová zpěvačka (12. července 1926)
- 19. června – Kamil Linhart, výtvarník (* 8. ledna 1920)
- 20. června – Irena Gerová, novinářka, spisovatelka a režisérka (* 23. června 1949)
- 05. července – František Vencovský, spolutvůrce české monetární politiky 90. let (* 12. ledna 1923)
- 21. července – Drahomíra Šustrová, spisovatelka a historička (* 22. listopadu 1913)
- 26. července – Vojtěch Zamarovský, spisovatel a překladatel (* 5. října 1919)
- 31. července – Vladimír Bouzek, hokejový reprezentant (* 3. prosince 1920)
- 03. srpna – Jaromír Foretník, válečný letec RAF (* 17. prosince 1914)
- 08. srpna – Josef Langmiler, divadelní a filmový herec (* 12. dubna 1923)
- 15. srpna – Antonín Sum, osobní tajemník Jana Masaryka, politický vězeň (* 31. ledna 1919)
- 18. srpna
  - Zdeněk Tylšar, český hornista a hudební pedagog (* 29. dubna 1945)
  - Jan Špáta, kameraman a režisér (* 25. října 1932)
- 28. srpna – Jan Lukas, fotograf (* 10. srpna 1915)
- 06. září – Ladislav Dydek, český malíř, grafik a typograf (* 27. září 1919)
- 08. září – Vilma Nováčková, herečka (* 25. října 1922)
- 17. září – Milan Kopecký, literární historik (* 14. května 1925)
- 20. září – Anna Nešporová roz. Horáková, lidická žena (* 23. ledna 1920)
- 24. září – Ota Gregor, lékař (* 4. prosince 1916)
- 26. září – Jaroslav Fryčer, romanista, literární kritik a teoretik (* 13. června 1932)
- 28. září – Viktor Kalabis, hudební skladatel (* 27. února 1923)
- 29. září – Jiří Novosad, akademický malíř (* 18. dubna 1949)
- 02. října
  - Zdeněk Matějka, chemik a vysokoškolský pedagog (* 30. dubna 1937)
  - Stanislav Novák, teolog, kanovník Vyšehradské kapituly (* 14. června 1917)
- 04. října – František Fajtl, generálporučík stíhací pilot (* 20. srpna 1912)
- 14. října – Richard Jeřábek, etnolog a pedagog (* 14. května 1934)
- 15. října – Ludvík Středa, spisovatel, básník, novinář (* 28. července 1928)
- 21. října – Josef Veverka, moravský vinař a šlechtitel (* 12. ledna 1922)
- 24. října
  - Josef Machek, statistik (* 12. června 1929)
  - Emanuel Vlček, paleoantropolog, lékař a profesor Anatomického ústavu (* 1. března 1925)
- 31. října – Josef Boháč, hudební skladatel (* 26. března 1929)
- 04. listopadu – Miloslav Kopecký, astronom (* 4. května 1928)
- 17. listopadu
  - Egon Karter, česko-švýcarský herec a operní zpěvák (* 18. října 1911)
  - Karel Valter, malíř (* 17. února 1909)
- 24. listopadu – Zdeněk Veselovský, zoolog a ředitel Zoologické zahrady v Praze (* 26. srpna 1928)
- 28. listopadu – Věroslav Neumann, hudební skladatel (* 27. května 1931)
- 02. prosince – Věra Merhautová, sochařka, autorka monumentální figurativní tvorby (* 23. února 1921)
- 04. prosince – Marie Hlouňová, houslistka a hudební pedagožka (* 3. května 1912)
- 11. prosince – Jiří Hanke, fotbalový reprezentant (* 12. prosince 1924)
- 14. prosince – Otmar Mácha, hudební dramaturg, skladatel a režisér (* 2. října 1922)
- 23. prosince – Josef Pukl, varhaník, klavírista a hudební skladatel (* 5. února 1921)
- 25. prosince
  - Emil Juliš, básník a výtvarník (* 21. října 1920)
  - František Benhart, literární kritik, slavista a překladatel (* 10. září 1924)
- 30. prosince – František Živný, hudební skladatel (* 5. února 1927)

### Svět
- 2. ledna

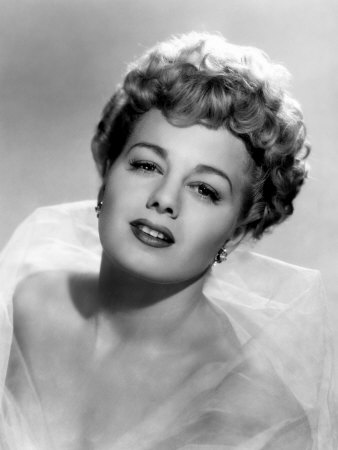
Shelley Wintersová († 14. ledna)

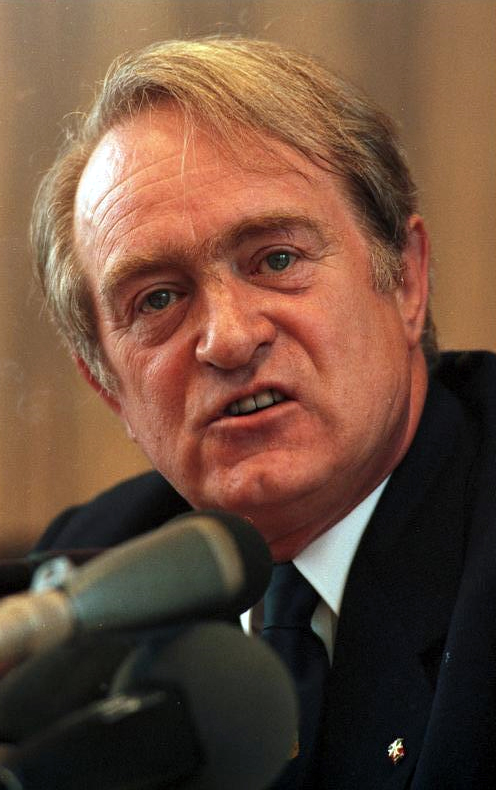
Johannes Rau († 27. ledna)

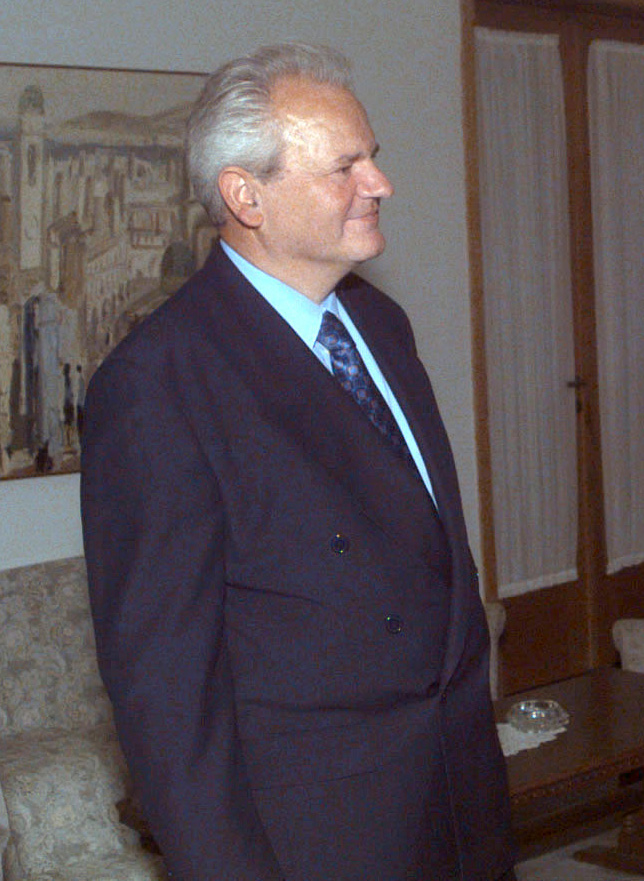
Slobodan Milošević († 11. března)

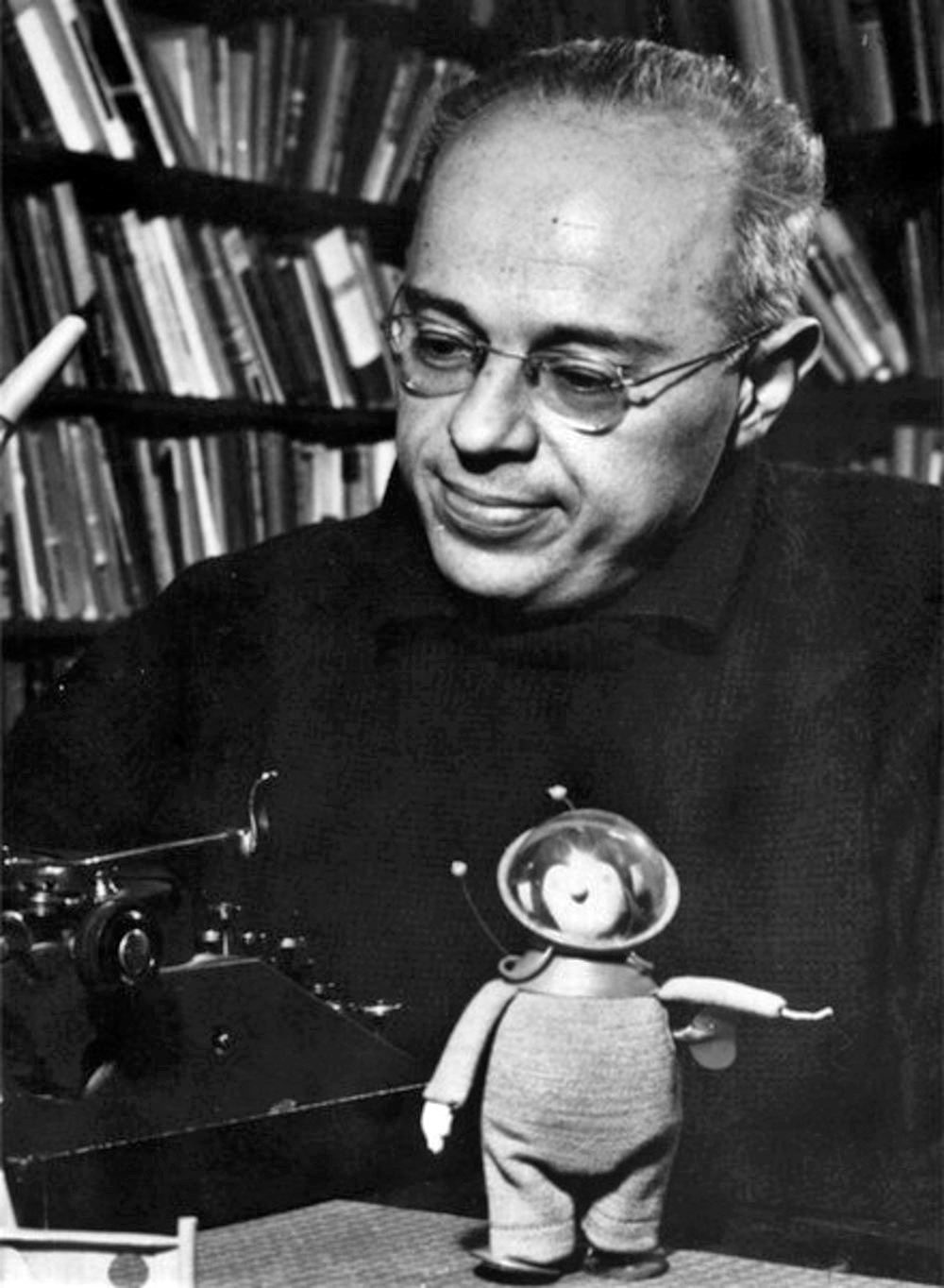
Stanisław Lem († 27. března)

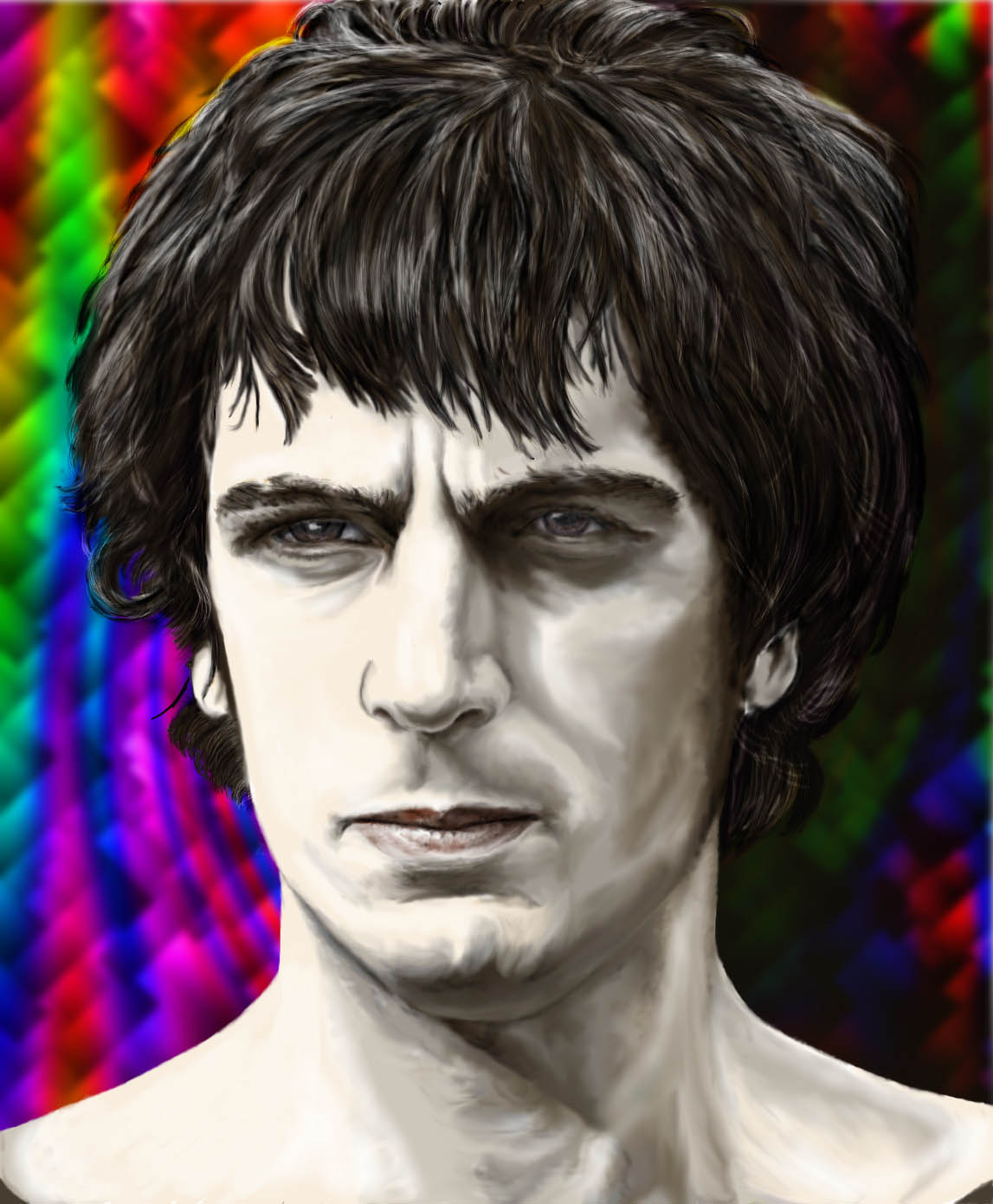
Syd Barrett († 7. července)

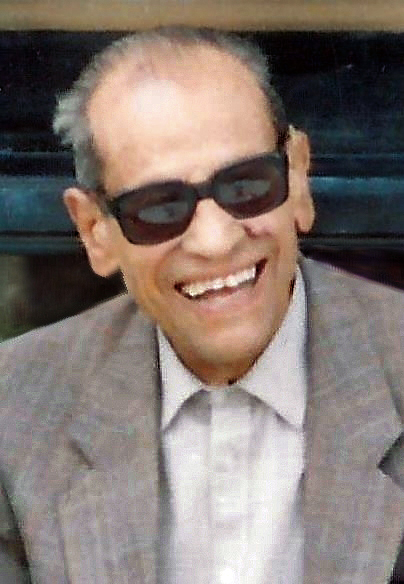
Nagíb Mahfúz († 30. srpna)

Oriana Fallaci († 15. září)

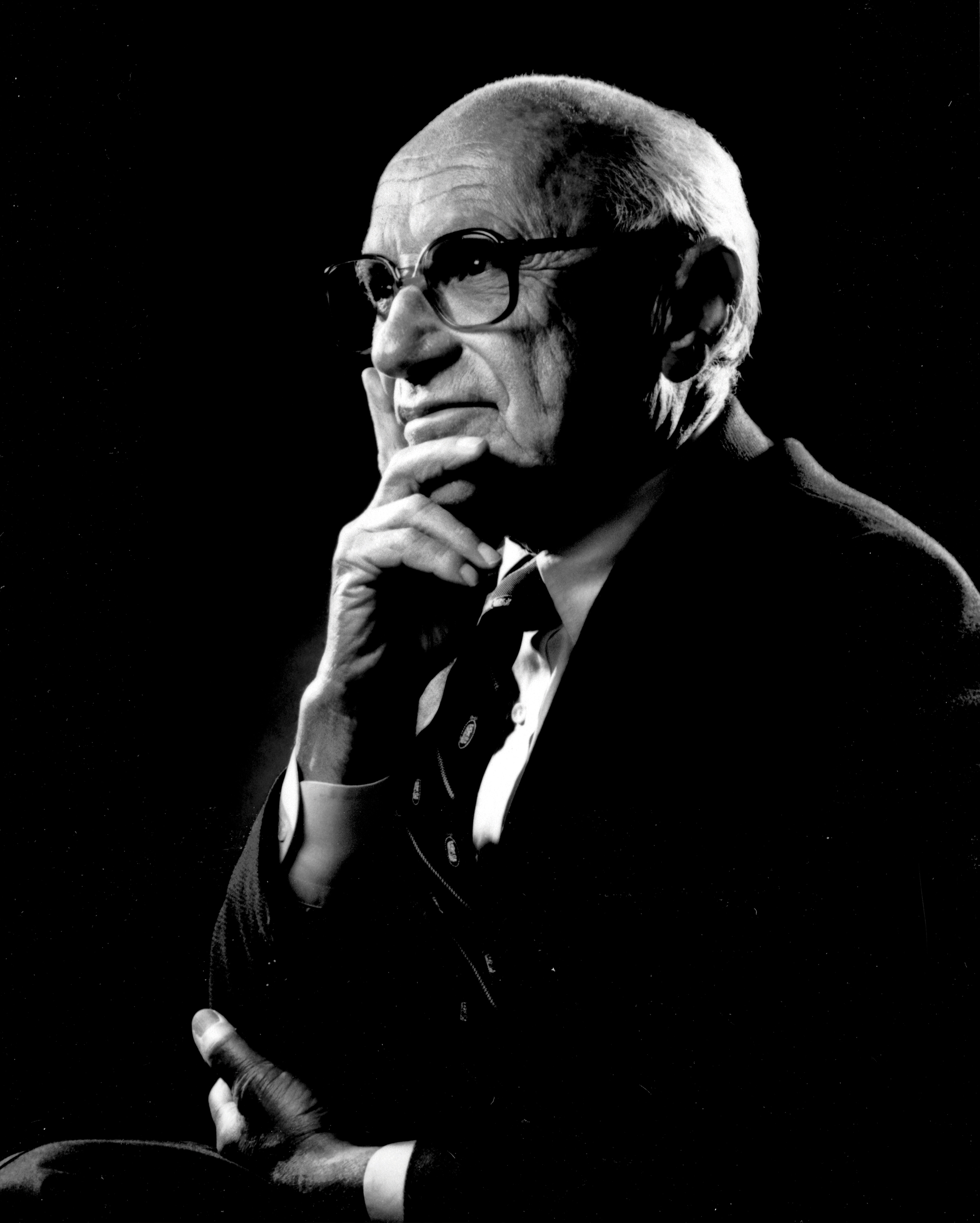
Milton Friedman († 16. listopadu)

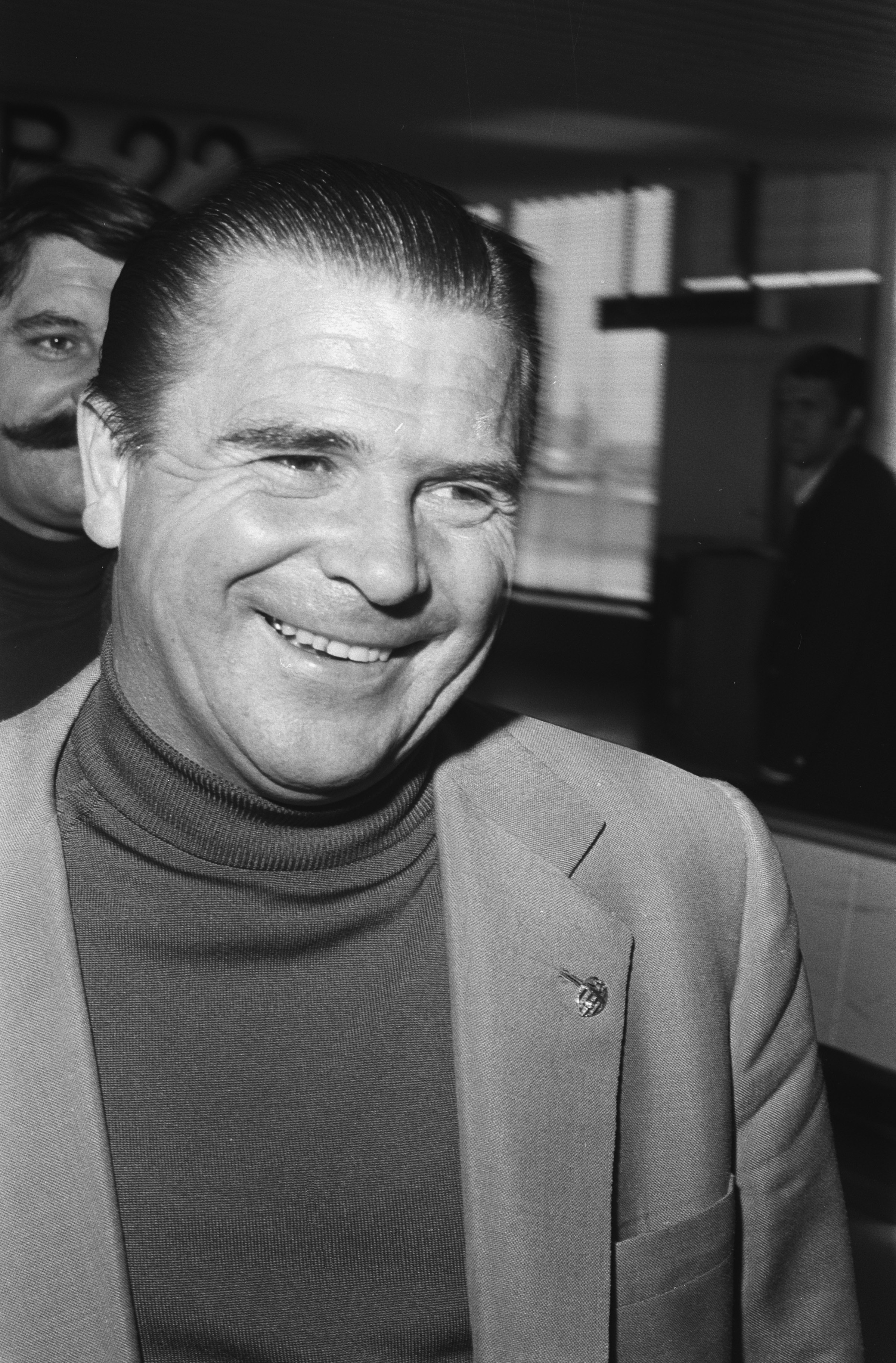
Ferenc Puskás († 17. listopadu)

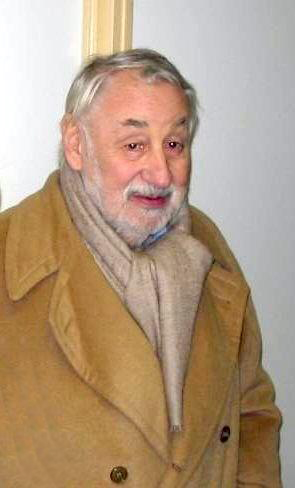
Philippe Noiret († 23. listopadu)

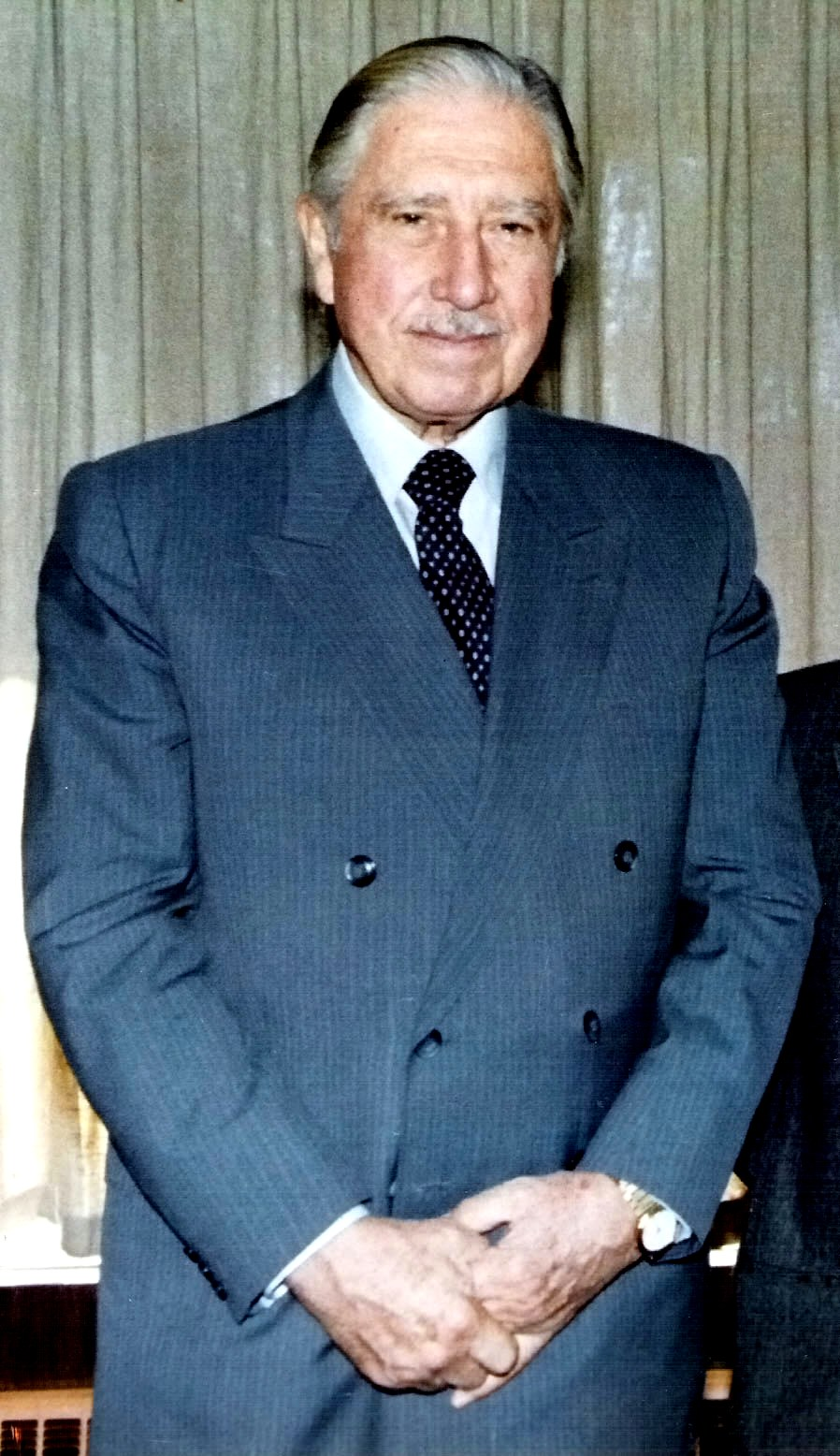
Augusto Pinochet († 10. prosince)

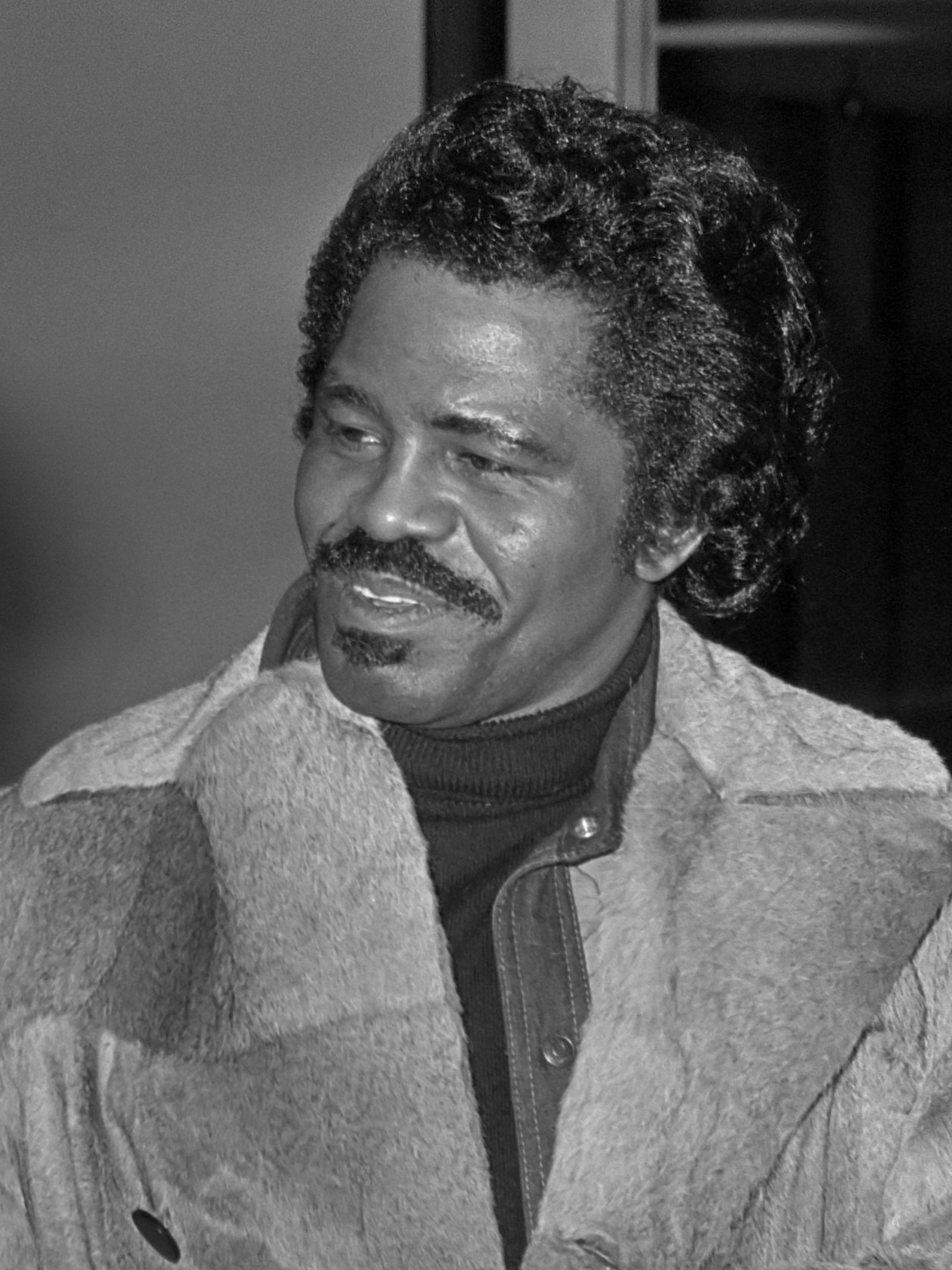
James Brown († 25. prosince)

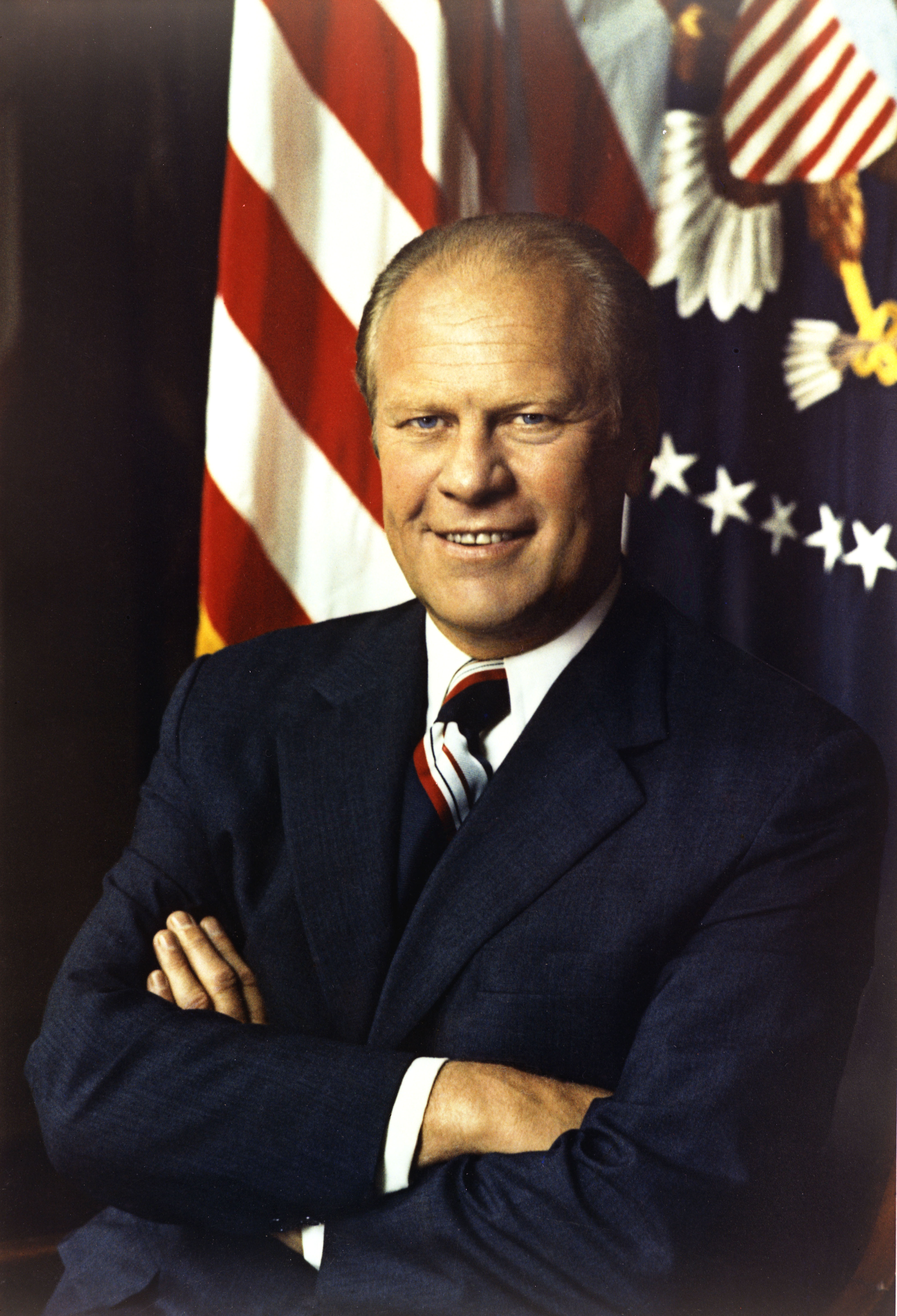
Gerald Ford († 26. prosince)

Saddám Husajn († 30. prosince)

  - Andrej Rimko, slovenský herec (* 6. října 1931)
  - Lidia Wysocka, polská herečka (* 24. června 1916)
- 4. ledna – Maktúm bin Rášid Ál Maktúm, premiér Spojených arabských emirátů (* 1943)
- 6. ledna – Lou Rawls, americký R&B zpěvák (* 1. prosince 1933)
- 7. ledna – Heinrich Harrer, rakouský horolezec, cestovatel, geograf, fotograf a spisovatel (* 6. července 1912)
- 10. ledna – Imrich Stacho, slovenský fotbalista, československý reprezentant (* 4. listopadu 1931)
- 12. ledna – Günther Landgraf, německý fyzik (* 14. září 1928)
- 14. ledna – Shelley Wintersová, americká herečka (* 18. srpna 1920)
- 21. ledna – Ibrahim Rugova, kosovský prezident (* 2. prosince 1944)
- 27. ledna – Johannes Rau, německý prezident (* 16. ledna 1931)
- 29. ledna – Nam June Paik, americký umělec jihokorejského původu (* 20. července 1932)
- 30. ledna – Nikolaj, pravoslavný arcibiskup prešovský (* 19. prosince 1927)
- 3. února – Reinhart Koselleck, německý historik (* 23. dubna 1923)
- 4. února – Betty Friedanová, americká spisovatelka a feministická aktivistka (* 4. února 1921)
- 7. února
  - Elton Dean, britský saxofonista (* 28. října 1945)
  - Durru Shehvar, osmanská princezna a dcera sultána Abdulmecida II. (* 26. ledna 1914)
- 9. února – Ibolya Csáková, maďarská olympijská vítězka ve skoku do výšky (* 6. ledna 1915)
- 13. února
  - Andreas Katsulas, americký herec řeckého původu (* 18. května 1946)
  - Peter Frederick Strawson, britský analytický filosof (* 23. listopadu 1919)
- 14. února – Šošana Damari, izraelská zpěvačka (* 31. března 1923)
- 15. února – Josip Vrhovec, chorvatský politik, ministr zahraničí SFRJ (* 9. února 1926)
- 16. února – Paul Avrich, americký historik (* 4. srpna 1931)
- 18. února – Sirr al-Chatim al-Chalífa, súdánský prezident (* 1. ledna 1919)
- 20. února – Paul Casimir Marcinkus, arcibiskup a ředitel Vatikánské banky (* 15. ledna 1922)
- 21. února – Pavel Žiburtovič, sovětský hokejista (* 8. září 1925)
- 22. února – Angelica Rozeanuová, rumunsko-izraelská hráčka stolního tenisu (* 15. října 1922)
- 23. února – Telmo Zarra, španělský fotbalista (* 20. ledna 1921)
- 24. února – Vladimír Kašpar, slovenský odbojář, voják, novinář a politik (* 11. srpna 1923)
- 27. února – Ferdinand Hložník, slovenský malíř a ilustrátor (* 18. listopadu 1921)
- 28. února – Owen Chamberlain, americký fyzik (* 10. července 1920)
- 1. března – Reidar Liaklev, norský olympijský vítěz v rychlobruslení (* 15. července 1917)
- 5. března
  - Janine Chasseguet-Smirgelová, francouzská psychoanalytička (* ? 1928)
  - Milan Babić, bosensko-srbský politik (* 26. února 1956)
- 7. března
  - Gordon Parks, americký fotograf, hudebník, spisovatel a režizér (* 30. listopadu 1912)
  - Ali Farka Touré, malijský zpěvák a kytarista (* 31. října 1939)
- 8. března – Teresa Ciepły, polská sprinterka, olympijská vítězka (* 19. října 1937)
- 9. března – John Profumo, britský politik (* 30. ledna 1915)
- 11. března
  - Bernie Geoffrion, kanadský profesionální hokejista (* 14. února 1931)
  - Slobodan Milošević, srbský prezident (* 20. srpna 1941)
- 12. března – Jurij Brězan, lužickosrbský spisovatel (* 9. června 1916)
- 13. března – Jimmy Johnstone, skotský fotbalista (* 30. září 1944)
- 14. března – Lennart Meri, estonský prezident, spisovatel, režisér (* 29. března 1929)
- 15. března – Georgios Rallis, řecký premiér (* 26. prosince 1918)
- 19. března – Vytautas Majoras, litevský lidový umělec, sochař (* 23. září 1930)
- 20. března – John Morressy, americký spisovatel fantasy a sci-fi (* 8. prosince 1930)
- 22. března
  - Pierre Clostermann, francouzský stíhací pilot (* 28. února 1921)
  - Pío Leyva, kubánský skladatel, instrumentalista a zpěvák stylu guaracha (* 5. května 1917)
- 23. března – Desmond Doss, americký medik a odpírač vojenské služby (* 7. února 1919)
- 25. března – Buck Owens, americký country zpěvák a skladatel (* 12. srpna 1929)
- 26. března – Rocío Dúrcal, španělská herečka a zpěvačka (* 4. října 1944)
- 27. března
  - Rudolf Vrba, slovenský profesor farmakologie, uprchlík z koncentračního tábora (* 11. září 1924)
  - Stanisław Lem, polský spisovatel (* 12. září 1921)
- 28. března – Caspar Weinberger, americký politik a ministr obrany (* 18. srpna 1917)
- 29. března – Don Alias, americký jazzový perkusionista (* 25. prosince 1939)
- 31. března – Jackie McLean, americký jazzový altsaxofonista (* 17. května 1931)
- 1. dubna – Jurij Mazurok, ruský operní pěvec (baryton) (* 18. července 1931)
- 5. dubna – Gene Pitney, americký zpěvák-skladatel, hudebník a zvukový inženýr (* 17. února 1940)
- 8. dubna – Gerard Reve, nizozemský spisovatel (* 14. prosince 1923)
- 9. dubna – Natalia Troická, ruská operní pěvkyně (* 18. května 1951)
- 11. dubna
  - Majda Sepe, slovinská zpěvačka (* 2. července 1937)
  - Proof-DeShaun Dupree Holton, americký hip hopový umělec (* 2. října 1973)
  - Shekhar Mehta, keňský motorista, jezdec rallye a motoristický funkcionář (* 20. června 1945)
- 17. dubna – Peter Pospíšil, slovenský házenkář, olympijský medailista (* 24. dubna 1943)
- 19. dubna – Karl Hugo Strunz, německý mineralog (* 24. února 1910)
- 21. dubna – Telê Santana da Silva, brazilský fotbalový trenér (* 26. června 1931)
- 23. dubna – William P. Gottlieb, americký fotograf a novinový sloupkař (* 28. ledna 1917)
- 25. dubna – Jane Jacobsová, americko-kanadská novinářka a spisovatelka (* 4. května 1916)
- 26. dubna – Juval Ne'eman, fyzik, ministr vědy a rozvoje Izraele (* 14. května 1925)
- 28. dubna – Marián Kochanský, slovenský hudebník, skladatel a zpěvák (* 4. června 1955)
- 29. dubna – John Kenneth Galbraith, americký ekonom (* 15. října 1908)
- 30. dubna
  - Jean-François Revel, francouzský spisovatel a filosof (* 19. ledna 1924)
  - Paul Spiegel, předseda Ústřední židovské rady v Německu
- 2. května – Gabino Rey, španělský malíř (* 8. ledna 1928)
- 3. května – Karel Appel, nizozemský malíř, sochař a básník (* 25. dubna 1921)
- 9. května – Jerzy Ficowski, polský básník, esejista, textař, prozaik a překladatel (* 4. září 1924)
- 13. května – Jaroslav Pelikan, americký teolog a historik (* 17. prosince 1923)
- 14. května – Robert Bruce Merrifield, americký biochemik, nositel Nobelovy ceny (* 15. července 1921)
- 21. května – Pierre Bastien, francouzský lékař, jediný člověk na světě, který třikrát přežil dobrovolnou otravu muchomůrkou zelenou (* 13. dubna 1924)
- 23. května – Aaron Spelling, americký producent (* 22. dubna 1923), Ray Cale velšský ragbista (* 18. července 1922)
- 25. března – Richard Fleischer, americký režisér (* 8. prosince 1916)
- 28. května – Viktor Fischl, (druhým jménem Avigdor Dagan), byl český a izraelský básník, prozaik a publicista (* 30. června 1912)
- 29. května – Katarína Kolníková, slovenská herečka (* 20. dubna 1921)
- 31. května – Raymond Davis mladší, americký fyzik (* 14. října 1914)
- 1. června – Rocío Jurado, španělská zpěvačka a herečka (* 18. září 1946)
- 2. června – Vince Welnick, americký klávesista (* 21. února 1951)
- 3. června – Doug Serrurier, jihoafrický automobilový závodník (* 9. prosince 1920)
- 6. června
  - Arnold Newman, americký portrétní fotograf (* 3. března 1918)
  - Billy Preston, americký R&B pianista (* 2. září 1946)
- 9. června
  - Bohuslav Cambel, slovenský geochemik a geolog (* 29. října 1919)
  - Drafi Deutscher, německý zpěvák, skladatel a producent (* 9. května 1946)
- 12. června – György Ligeti, maďarský skladatel žijící v Rakousku (* 28. května 1923)
- 13. června – Charles Haughey, irský premiér (* 16. září 1925)
- 15. června – Ján Langoš, slovenský a československý politik (* 2. srpna 1946)
- 25. června – Irving Kaplansky, kanadský matematik (* 22. března 1917)
- 26. června – Tommy Wonder, nizozemský kouzelník (* 29. listopadu 1953)
- 30. června – Ross Tompkins, americký jazzový klavírista (* 13. května 1938)
- 1. července – Rjútaró Hašimoto, japonský premiér (* 29. července 1937)
- 3. července – Gwyn Jones, velšský fyzik (* 29. března 1917)
- 4. července – Lars Korvald, norský premiér (* 29. dubna 1916)
- 6. července – Cal Lampley, americký hudební producent, skladatel a klavírista (* 4. března 1924)
- 7. července
  - John Money, americký psycholog a sexuolog (* 8. července 1921)
  - Syd Barrett, britský hudebník, zakladatel skupiny Pink Floyd (* 6. ledna 1946)
  - Barbara Bartosová-Höppnerová, německá spisovatelka (* 4. listopadu 1923)
- 10. července
  - Wilhelm Przeczek, polský učitel, básník, spisovatel a aktivista (* 7. dubna 1936)
  - Šamil Basajev, čečenský terorista (* 14. ledna 1965)
- 17. července – Mickey Spillane, americký spisovatel (* 9. března 1918)
- 19. července – George Wetherill, americký astrofyzik (* 12. srpna 1925)
- 21. července – Moses Laufer, britský psychoanalytik (* 6. května 1928)
- 22. července – Gustavo Alatriste, mexický filmový producent, scenárista, herec a režisér (* 25. srpna 1922)
- 23. července – Charles Brady, americký astronaut a lékař (* 12. srpna 1951)
- 28. července – David Gemmell, anglický spisovatel fantasy (* 1. srpna 1948)
- 30. července – Murray Bookchin, americký filozof a politický aktivista (* 14. ledna 1921)
- 1. srpna – John Mole, anglický baskytarista (* 25. dubna 1949)
- 2. srpna – Johannes Willebrands, nizozemský kardinál, arcibiskup Utrechtu (* 4. září 1909)
- 4. srpna – John Locke, americký rockový klávesista (* 25. září 1943)
- 5. srpna – Aron Gurevič, ruský historik (* 2. května 1924)
- 9. srpna – James Van Allen, americký fyzik (* 7. září 1914)
- 11. srpna – François Abou Mokh, arcibiskup Palmýrský (* 1. července 1921)
- 12. srpna – Georgi Rajkov, bulharský zápasník, volnostylař, olympijský vítěz (* 18. října 1953)
- 16. srpna
  - Alfredo Stroessner, paraguayský vojenský důstojník a diktátor (* 3. listopadu 1912)
  - Svetozar Rusakov, ruský výtvarník, spoluautor seriálu „Jen počkej, zajíci!“ (* 3. dubna 1923)
- 20. srpna – Joe Rosenthal, americký fotograf (* 9. října 1911)
- 21. srpna – Jizhar Smilansky, izraelský spisovatel, literární vědec, politik (* 27. září 1916)
- 23. srpna – Maynard Ferguson, kanadský jazzový trumpetista (* 4. května 1928)
- 24. srpna – James Tenney, americký klavírista, hudební skladatel a teoretik (* 10. srpna 1934)
- 28. srpna – Pip Pyle, britský bubeník (* 4. dubna 1950)
- 29. srpna – Gerald Green, americký spisovatel (* 8. dubna 1922)
- 30. srpna
  - Glenn Ford, americký herec (* 1. května 1916)
  - Nagíb Mahfúz, egyptský romanopisec, nositel Nobelovy ceny (* 11. prosince 1911)
- 1. září – Kyffin Williams, velšský malíř (* 9. května 1918)
- 2. září
  - Dewey Redman, americký jazzový saxofonista a skladatel (* 17. května 1931)
  - Bob Mathias, americký dvojnásobný olympijský vítěz v desetiboji (* 17. listopadu 1930)
- 4. září
  - Giacinto Facchetti, italský fotbalista a fotbalový funkcionář (* 18. července 1942)
  - Steve Irwin, australský dobrodruh, ochránce životního prostředí (* 22. února 1962)
- 6. září – Andrzej Babaryko, polský básník a novinář (* 3. ledna 1952)
- 11. září
  - Joachim Fest, německý historik a žurnalista (* 8. prosince 1926)
  - William Auld, skotský esperantský básník (* 6. listopadu 1924)
- 14. září – Johnny Sekka, britský herec (* 21. července 1934)
- 15. září – Oriana Fallaci, italská novinářka, spisovatelka a provokatérka (* 29. června 1929)
- 17. září – Al Casey, americký kytarista (* 26. října 1936)
- 20. září – Sven Nykvist, švédský kameraman (* 3. prosince 1922)
- 21. září – Boz Burrell, britský kytarista a zpěvák (* 1. srpna 1946)
- 23. září – Gabrielle Woods, americká herečka (* 7. prosince 1911)
- 28. září
  - Melvin Schwartz, americký fyzik, nositel Nobelovy ceny (* 2. listopadu 1932)
  - Virgil Ierunca, rumunský exilový publicista a literární vědec (* 16. srpna 1920)
- 30. září – András Sütő, maďarský spisovatel (* 17. června 1927)
- 2. října – Paul Halmos, americký matematik (* 3. března 1916)
- 3. října – Frank Boldt, německý historik a slavista, překladatel, pedagog (* 3. července 1942)
- 4. října – Don Thompson, britský olympijský vítěz na 50 km chůze (* 20. ledna 1933)
- 7. října – Anna Politkovská, ruská novinářka, spisovatelka a aktivistka pro lidská práva (* 30. srpna 1958)
- 8. října – Pavol Hnilica, slovenský římskokatolický biskup (* 30. března 1921)
- 9. října – Marek Grechuta, polský zpěvák, hudební skladatel a textař (* 10. prosince 1945)
- 13. října – Dino Monduzzi, italský kardinál (* 2. dubna 1922)
- 16. října
  - Trebisonda Vallaová, italská olympijská vítězka v běhu na 80 metrů překážek z roku 1936 (* 20. května 1916)
  - Valentín Paniagua, peruánský právník, politik a prezident Peru (* 23. září 1936)
- 18. října – Mario Francesco Pompedda, italský kardinál (* 18. dubna 1929)
- 20. října – Jane Wyattová, americká herečka (* 12. srpna 1910)
- 21. října – Sandy West, americká rocková zpěvačka a skladatelka (* 10. července 1959)
- 22. října – Čchö Kju-ha, jihokorejský prezident (* 16. července 1919)
- 25. října – Robert Rosenberg, izraelský spisovatel, novinář a básník (* ? 1951)
- 27. října – Albrecht von Goertz, německý designer (* 12. ledna 1914)
- 29. října – Runer Jonsson, švédský spisovatel (* 29. června 1916)
- 30. října – Clifford Geertz, americký antropolog (* 23. srpna 1926)
- 31. října – Pieter Willem Botha, jihoafrický prezident (* 12. ledna 1916)
- 1. listopadu – William Styron, americký prozaik (* 11. června 1925)
- 5. listopadu – Pietro Rava, italský fotbalista (* 21. ledna 1916)
- 8. listopadu – Basil Poledouris, americký skladatel filmové hudby (* 21. srpna 1945)
- 13. listopadu – Igor Novák, slovenský fotbalista, reprezentant Československa (* 10. dubna 1948)
- 14. listopadu – Bertrand Poirot-Delpech, francouzský spisovatel a novinář (* 10. února 1929)
- 16. listopadu – Milton Friedman, americký ekonom, nositel Nobelovy ceny (* 31. července 1912)
- 17. listopadu
  - Ruth Brown, americká zpěvačka (* 1928)
  - Ferenc Puskás, maďarský fotbalista a trenér (* 2. dubna 1927)
- 19. listopadu – Blanche Caffiereová, americká spisovatelka (* 22. října 1906)
- 20. listopadu – Robert Altman, americký herec, scenárista a režisér (* 20. února 1925)
- 23. listopadu – Philippe Noiret, francouzský herec (* 1. října 1930)
- 24. listopadu
  - Juice Leskinen, finský hudebník, skladatel, básník, spisovatel a reportér (* 19. února 1950)
  - Walter Booker, americký jazzový kontrabasista (* 17. prosince 1933)
- 29. listopadu – Leonard Freed, americký dokumentární a reportážní fotograf (* 23. října 1929)
- listopad – Egyd Pepich, ministr vnitra SSR (* 1. září 1923)
- 1. prosince – Claude Jade, francouzská filmová herečka (* 8. října 1948)
- 2. prosince – František Dostál, slovenský horolezec a filmař (* 16. března 1940)
- 5. prosince – David Bronštejn, ukrajinský šachista (* 19. února 1924)
- 7. prosince
  - Ljuben Berov, bulharský premiér (* 6. října 1925)
  - Viktor Trstenský, slovenský katolický kněz, spisovatel a politický vězeň (* 28. března 1908)
- 10. prosince – Augusto Pinochet, chilský diktátor (* 25. listopadu 1915)
- 12. prosince – Kenny Davern, americký klarinetista (* 7. ledna 1935)
- 15. prosince – Clay Regazzoni, švýcarský automobilový závodník(* 5. září 1939)
- 16. prosince – Al Dewsbury, kanadský hokejista (* 26. dubna 1926)
- 18. prosince – Joseph Barbera, americký animátor, režisér, kreslíř (* 24. března 1911)
- 21. prosince
  - Ann Philippa Pearceová, anglická spisovatelka (* 22. ledna 1920)
  - Saparmurat Nijazov, turkmenský prezident (* 19. února 1940)
- 25. prosince – James Brown, americký zpěvák (* 3. května 1933)
- 26. prosince – Gerald Ford, americký prezident (* 14. července 1913)
- 30. prosince – Saddám Husajn, irácký prezident (* 28. dubna 1937)
- 31. prosince – Seymour Martin Lipset, americký sociolog (* 18. března 1922)

## Hlavy států
- Česko – prezident Václav Klaus (2003–2013)
- Francie – prezident Jacques Chirac (1995–2007)
- Maďarsko – prezident László Sólyom (2005–2010)
- Německo – prezident Horst Köhler (2004–2010)
- Polsko – prezident Lech Kaczyński (2005–2010)
- Rakousko – prezident Heinz Fischer (od 2004)
- Rusko – prezident Vladimir Putin (1999–2008)
- Slovensko – prezident Ivan Gašparovič (2004–2014)
- Spojené království – královna Alžběta II. (1952–2022)
- Spojené státy americké – prezident George W. Bush (2001–2009)
- Vatikán – papež Benedikt XVI. (2005–2013)